# Spruce Grove-Saint-Albert
Pour les articles homonymes, voir Spruce.
Circonscription électorale provinciale du Canada
Spruce Grove-Saint-Albert (auparavant Spruce Grove-Surgeon-Saint-Albert) est une circonscription électorale provinciale de l'Alberta (Canada), située au nord-ouest d'Edmonton. Elle comprend une partie de la cité de Saint-Albert, la cité de Spruce Grove et une partie de la Comté de Sturgeon.
| Années                             | Années                             | Député                             | Parti politique                    |
| Spruce Grove-Sturgeon-Saint-Albert | Spruce Grove-Sturgeon-Saint-Albert | Spruce Grove-Sturgeon-Saint-Albert | Spruce Grove-Sturgeon-Saint-Albert |
| ---------------------------------- | ---------------------------------- | ---------------------------------- | ---------------------------------- |
|                                    | 1993 - 1997                        | Colleen Soetaert                   | Libéral                            |
|                                    | 1997 - 2001                        | Colleen Soetaert                   | Libéral                            |
|                                    | 2001 - 2004                        | Doug Horner                        | Progressiste-Conservateur          |
|                                    | 2004 - 2008                        | Doug Horner                        | Progressiste-Conservateur          |
|                                    | 2008 - 2012                        | Doug Horner                        | Progressiste-Conservateur          |
| Spruce Grove-Saint-Albert          |                                    |                                    |                                    |
|                                    | 2012 - 2015                        | Doug Horner                        | Progressiste-Conservateur          |
|                                    | 2015 - (actuel)                    | Trevor Horne                       | Néo-démocrate                      |